# Casale Monferrato
Casale Monferrato (Casal Monfrà o Ël Casal en piemontès, Casà en monferrí -dialecte del piemontès oriental-, Casale Monferrato en italià) és un municipi italià, situat a la regió del Piemont i a la província d'Alessandria. L'any 2007 tenia 36.085 habitants.

## Història
El bisbe d'Asti, Sant Evasi, va cristianitzar la petita comunitat de Casale, que va ser rebatejada amb el nom de Casale di Sant'Evasio. L'any 1305 va esdevenir la capital del seu propi Marquesat (tot i que, entre el 1370 i el 14042, va caure sota el control del Visconti, i després va tornar sota els marquesos de Monferrato) i, finalment, l'any 1474, va assolir el títol de ciutat.
L'any 1559 va passar a mans de la família Gonzaga de Màntua, època en què es va alçar la fortificació de la ciutadella. Al llarg del segle xvi va patir diversos setges per part d'espanyols i francesos fins a arribar al Tractat d'Utrecht, entre ells el setge del 1630 de la guerra de Successió de Màntua en el que va morir el Ambrosi Spinola.

## Persones il·lustres
- Leonardo Bistolfi, escultor
- Marcantonio Bobba, cardenal
- Facino Cane, condotiero
- Luigi Canina, arqueòleg i arquitecte
- Ugo Cavallero, general
- Cesare Maria De Vecchi, militar i polític
- Giovanni Lanza, polític
- Eleuterio Pagliano, pintor
- Giampaolo Pansa, periodista i escriptor
- Ascanio Sobrero, metge
- Ubertino da Casale, predicador i teòleg franciscà
- Carlo Cozio, jugador i escriptor d'escacs
- Pasquale Piacenza (1816-1888) compositor musical
- Bernardino Facciotto (1540-1598), arquitecte.
- Emanuele Biletta (1825-1890), compositor musical.

## Viles agermanades
- Trnava, Eslovàquia